# Pustki (Staniątki)
Pustki – część wsi Staniątki w Polsce, położona w województwie małopolskim, w powiecie wielickim, w gminie Niepołomice.
W latach 1975–1998 Pustki położone były w województwie krakowskim.